# Прапор Лопатина (смт)
Пра́пор Лопатина — офіційний символ селища Лопатин Шептицького району Львівської області. Затверджений 27 лютого 2004 року сесією Лопатинської селищної ради. 
Автор проєкту — А. Гречило.

## Опис
Квадратне синє полотнище, із нижніх кутів до середини верхнього краю йдуть дві жовті смуги, які утворюють літеру «Л», обабіч неї та внизу — три жовті лілеї. 

## Зміст
Богородиця з Дитям фігурувала на гербі Лопатина ще з ХІХ ст. На прапорі символом Богородиці є лілії. Жовті смуги утворюють літеру «Л», яка вказує на назву селища.